# Adress Rosenhill
För musikalbumet med samma namn, se Adress Rosenhill (album)
"Adress Rosenhill" är den svenska titeln på "Mockin' Bird Hill", en schlager från 1949 som skrevs av Vaughn Horton. Denna är i sin tur grundad på en svensk vals från 1915, "Livet i finnskogarna", som spelades in av Calle Jularbo. Den svenska texten till "Mockin' Bird Hill" skrevs av Gösta Carje, pseudonym för Gösta Canerstam.

## Inspelningar
Sången spelades in av Alice Babs 1951. Texten börjar: "Någonstans under solens förgyllda sigill..." och refrängen innehåller joddling. I Alice Babs version sjunger hon duett med sig själv, något som inte var helt vanligt 1951.
Povel Ramel gjorde en svensk version (inspirerad av Les Paul) av "Mockin' Bird Hill" med titeln "Småfoglarne", som även den publicerades på skiva 1951. År 1986 spelade Stefan Borsch in låten på albumet Adress Rosenhill.

## Bakgrund
Rosenhill var ett torp nedanför Vistaberg i Huddinge socken, beläget i hörnet av Annelundsvägen och Rosenhillsvägen. Torpet är nu rivet, men delar av grundmuren kan fortfarande skönjas. Torpet blev senare det kafé som besjungits i sången "Adress Rosenhill".